# 2019—2020年智利示威

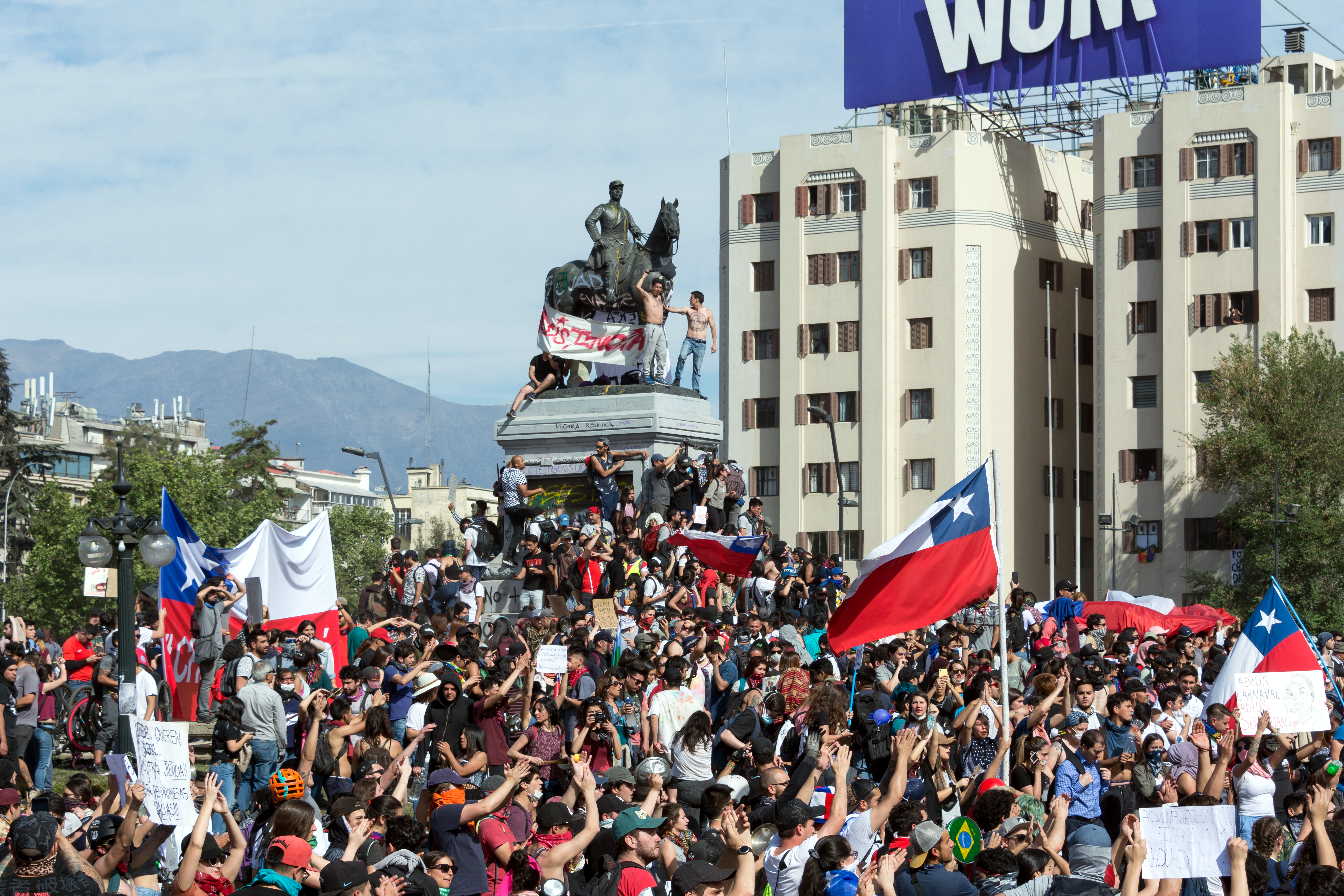
示威者在智利首都圣地亚哥市中心的巴克達諾廣場

2019－2020年智利示威，又稱為社會大爆發 (「El Estallido Social」)，是一场爆发自智利首都圣地亚哥，并蔓延至该国全境的示威活动，最初是抗议圣地亚哥地铁提升票价，随后生活成本增加以及国内普遍的貧富差距成为人民的不满的因素。此此示威导致了2020年智利公投。

## 過程
抗议起始于圣地亚哥一次由中学生发起的逃票运动，此后自发扩展到该市的主要火车站点，并发生了与智利警方的公开对抗。10月18日，局势升级，有组织的抗议者在各地鐵站進行公民抗命，控制了圣地亚哥地铁网络的许多车站，并通过大规模破坏基础设施来使之瘫痪，从而導致整个地铁网络瘫痪。共有81个站点受损，其中17个站点遭到焚毁。同日智利总统塞巴斯蒂安·皮涅拉宣布进入紧急状态，授权在主要地区部署陆军部队，以维护秩序，防止破坏公共财产，并在法庭上针对数十名被拘留者援引“国家安全法”（Ley de Seguridad del Estado）进行指控。 10月19日，大圣地亚哥地区实行宵禁。
抗议与骚乱也扩展到了康塞普西翁、圣安东尼奥和瓦尔帕莱索。紧急状态则扩展到了康塞普西翁省、整个瓦尔帕莱索大区（除復活節島与胡安·費爾南德斯群島）以及安托法加斯塔、科金博、伊基克、拉塞雷纳、兰卡瓜、瓦尔迪维亚、奥索尔诺、蒙特港等城市。
因公共基础设施遭到破坏之严重、抗议者人数之众多以及政府采取的措施之严酷，该活动被视为自奥古斯托·皮诺切特军事独裁结束以来智利发生的“最严重内乱”。
10月25日，超过一百万人走上智利街头，抗议总统塞巴斯蒂安·皮涅拉，要求他辞职。這次也是智利恢復民主後最大規模的集會。
截至10月26日，此次示威中共有19人死亡，近2500人受伤，2840人被捕。人权组织已经收到了数起关于侵犯抗议者人权的报告，包括酷刑等。
10月28日零时起，智利全国范围内的紧急状态將取消。原本在11月舉辦的2019年智利APEC峰會因示威波及而取消，和12月的2019年联合国气候变化大会也因示威波及而改至馬德里。
11月18日，智利总统塞巴斯蒂安·皮涅拉谴责警方针对示威者的暴力，为智利示威爆發以来的首次谴责。
12月18日和19日，憲法修正案分別在智利眾議院和智利參議院獲得通過。12月23日，總統在總統府簽署憲法修正案，確定於2020年4月26日舉行修憲公投。屆時，全國人民將會投票決定是否制定新憲法。這亦是智利30年來首次公投。修改憲法是示威者的主要訴求之一，因为目前的憲法是前總統奧古斯托·皮諾切特軍事獨裁政府時期遺留的產物。但由於受到2019冠狀病毒病疫情影響，修宪公投被延期至10月举行。
2020年10月18日，恰逢此次示威遊行1週年，智利首都聖地牙哥再次爆發集會遊行，有兩間教堂遭到焚燒。抗议者在圣地亚哥的阿森松教堂纵火，导致钟楼从大火中坍塌。
2020年10月25日，因此示威导致的公投中，智利以78.28％赞成、21.72％的人反對、投票率51％，决定起草新憲法。